# Víctor Freundt Rosell
Víctor Freundt Rosell, (Lima, 7 de enero de 1903 – Ib., 20 de enero de 1988) fue un ingeniero, empresario y político peruano. Fue alcalde de Chorrillos (1931-1933), diputado de la República (1950-1956, 1956-1962 y 1963-1968) y presidente de su cámara en la legislatura de 1964. Finalmente fue diputado constituyente (1978-1980).

## Biografía
Hijo de Alejandro Freundt Noble y Constanza Rosell Cacho. Dos de sus hermanos, Alberto Freundt Rosell (abogado) y Alejandro Freundt Rosell (magistrado), también incursionaron en la política.
Cursó sus estudios escolares en el Colegio de la Inmaculada. En 1920 ingresó a la Escuela Nacional de Ingenieros (actual Universidad Nacional de Ingeniería) donde obtuvo su título de ingeniero civil en 1924.
Empezó a laborar como ingeniero auxiliar en las obras viales del departamento de Cuzco. Luego tuvo a su cargo los ferrocarriles del Estado: el ferrocarril del Cuzco a Santa Ana (1931), el de Huancayo a Huancavelica, y el de Lima a Lurín.
Como empresario, se dedicó a la explotación minera en Huancavelica. Fundó las compañías mineras de Caudalosa S.A. y Huachocolpa, en las que ejerció cargos gerenciales. Asimismo, fundó la inmobiliaria Diagonal Miraflores S.A. Fue también alcalde de Chorrillos (1931-1933), como años antes lo había sido su padre.
Fue elegido diputado por Huancavelica en 1950, siendo reelegido en 1956. En las elecciones generales de 1962 se presentó como candidato a la primera vicepresidencia de la República en la fórmula electoral encabezada por el general Manuel A. Odría, acompañado por Emilio Guimoye como candidato a la segunda vicepresidencia. Las elecciones presidenciales de 1962 fueron anuladas tras un golpe de Estado, siendo convocadas unas nuevas en 1963 en las que triunfó el arquitecto Fernando Belaúnde Terry. Simultáneamente a su candidatura a la vicepresidencia, Freundt postuló a una diputación por Lima, que ganó. Fue elevado a la presidencia de su cámara en la legislatura en 1964. Como parlamentario, se dedicó a apoyar al sector minero, que consideraba como la principal fuente de riqueza del país.
En 1978 fue elegido diputado a la Asamblea Constituyente, la misma que fue presidida por Víctor Raúl Haya de la Torre. Participó en la elaboración de la Constitución de 1979. Fue miembro de la Comisión Principal de Constitución y de la Comisión de Reglamento.